# Sandahöjd

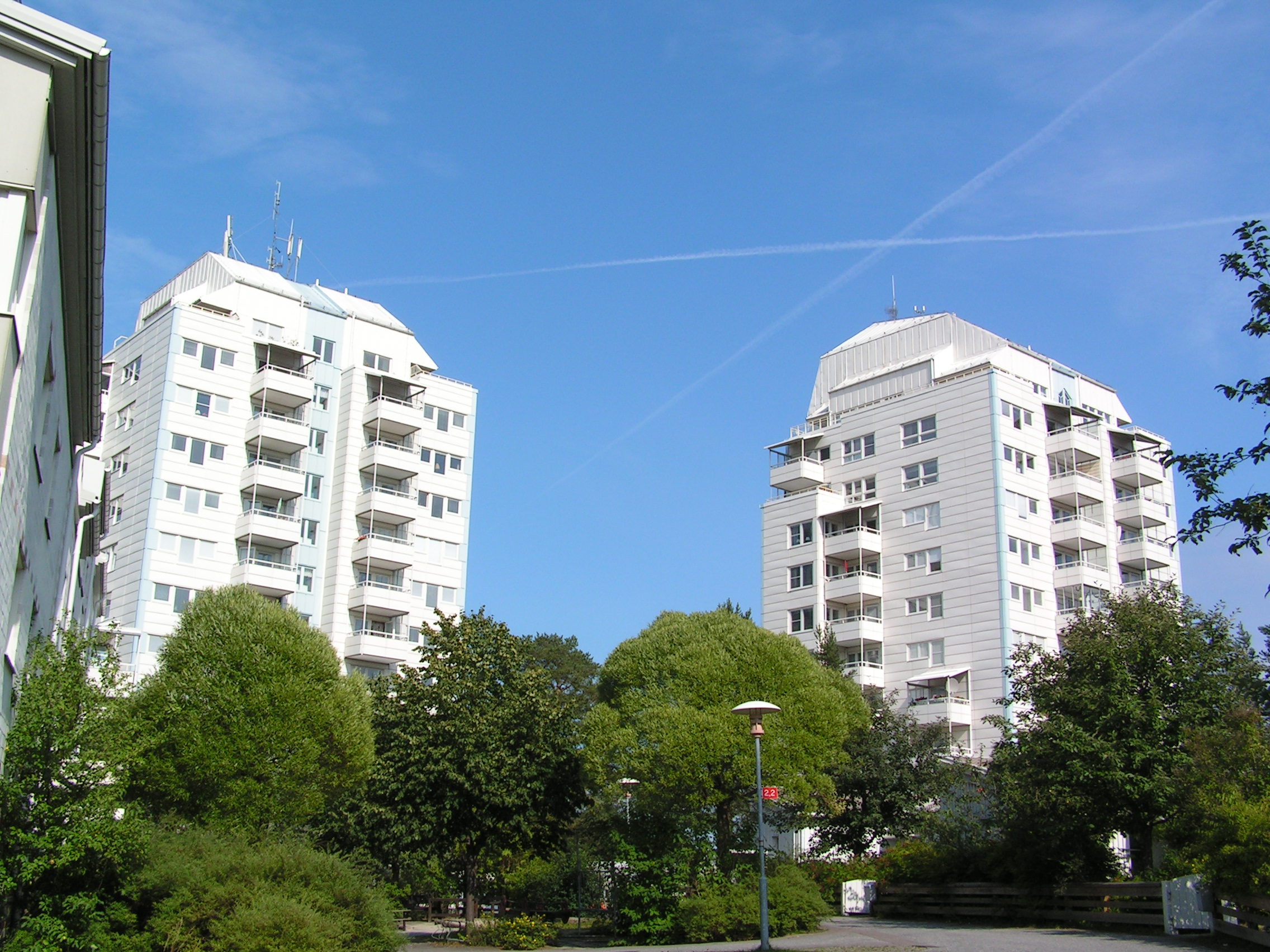
Punkthusen på Sandahöjd

Sandahöjd är en stadsdel i nordöstra Umeå. Sandahöjd ligger 4 km från stadskärnan, högt beläget på en nordlig utlöpare av Stadsliden, en ås nordost om centrala Umeå.
Bebyggelsen är varierad med punkthus, lamellhus, radhus och kedjehus. De två punkthusen, som i folkmun kallas Margots tuttar efter det tidigare kommunalrådet Margot Wikström, ger Umeå en tydlig profil mot norr. Området planlades och byggdes ut inför bomässan Bo 87.